# Jailbreak (песня AC/DC)
«Jailbreak» (с англ. — «Побег из тюрьмы») — песня австралийской хард-рок-группы AC/DC и сингл с австралийской версии альбома Dirty Deeds Done Dirt Cheap, выпущенный на родине музыкантов 14 июня 1976 года лейблом Albert Productions в формате 7-дюймовой пластинки со скоростью вращения 45 оборотов в минуту. Через месяц сингл был выпущен в Великобритании, а в 1980 году был переиздан для этого рынка. В международную версию полноформатного альбома композиция не вошла. В США, Канаде, Аргентине, Бразилии и Японии песня стала доступна только в 1984 году в составе миньона ’74 Jailbreak. Тогда же для США и Бразилии издающая компания Atlantic Records выпустила ещё один сингл с заглавной песней уже к этому EP.
В 1976 году в австралийском хит-параде Kent Music Report песня поднялась до десятой строчки. По факту выхода миньона 1984 года сингл к нему пробыл 10 недель в Billboard Rock Albums & Top Tracks, добравшись до 33 места.

## Создание и наполнение
Считается, что идею с криминальным сюжетом об осуждённом на 16 лет уголовнике, подстреленном при неудачной попытке побега, принёс в группу Бон Скотт. Для написания текста песни Скотт, сам побывавший за решёткой, воспользовался воспоминаниями из своей юности о рассказах сокамерника из пертской тюрьмы. Предложение фронтмена понравилось основным композиторам AC/DC, братьям Янг, и в середине декабря 1975 года они создали набросок мелодии во время саундчека на баскетбольном стадионе в Графтоне. За основу была взята песня «Gloria» группы The Valentines, в которой выступал Бон Скотт в конце 1960-х, до AC/DC. Уже через несколько дней Малькольм продемонстрировал её своему приятелю Герму Коваку, встретив его в гостинице Octagon в Праране, внутреннем пригороде Мельбурна. Он тоже отметил сходство новой работы с «Gloria».
В ранний период своего существования группа крайне активно гастролировала, давая больше 150 концертов в год. В таких условиях новый материал приходилось записывать отрывками, в перерывах между выступлениями. В канун католического Рождества 1975 года музыканты отправились в студию для записи пары песен, предназначенных для синглов в поддержку их следующего альбома, который впоследствии получил название Dirty Deeds Done Dirt Cheap.
Запись проходила в Сиднее, на Кинг-стрит, в студии Albert, и запомнилась связанной с Боном Скоттом историей. В здании студии вокальная камера была расположена отдельно от контрольной комнаты, где были руководившие процессом Джордж Янг и Гарри Ванда, не видевшие, что происходит в камере. При записи вокальных партий они несколько раз просили Бона повторить свою партию. Продюсерам всё не нравилось звучание концовки «…With a bullet in his back…», и они просили сделать её более характерной. Вживался в роль вокалист при помощи имбирного вина из незрелого винограда. В конечном итоге после очередного дубля продюсеры нашли его спящим прямо на полу вокальной камеры. Песню пришлось доделывать на следующий день.
В следующий раз австралийский квинтет смог выбраться на пару дней в студию в январе 1976 года. В ходе этой сессии были записаны «Back Seat Confidential» (прообраз «Beatin’ Around the Bush» из Highway to Hell) и «Fling Thing» (инструментальная интерпретация шотландской народной песни «The Bonnie Banks o’ Loch Lomond»). Последняя композиция была включена в сингл «Jailbreak» в качестве би-сайда.

## Выпуск и продвижение
К 1976 году, на третий год своего существования, исколесивший всю страну ансамбль ещё не покидал пределы Австралии. Коренным образом ситуацию должно было изменить крупное европейское турне. К этому времени контракт с международным лейблом Atlantic был уже подписан и первый транснациональный лонгплей High Voltage вот-вот должен был поступить на прилавки. Дата отъезда в Лондон была намечена на 1 апреля 1976 года.
Заключительные сессии звукозаписи к Dirty Deeds Done Dirt Cheap были закончены в первую неделю марта. Последние недели перед путешествием группа коротала, выступая в окрестностях между Мельбурном и Сиднеем. Тогда же её менеджер Майкл Браунинг предложил снять видеоклип к «Jailbreak», который бы послужил рекламой грядущего сингла.

### Видео
Клип на песню «Jailbreak» был снят в марте 1976 года для австралийской музыкальной телепрограммы Countdown от ABC, в которой музыканты регулярно появлялись в то время. Режиссёром и продюсером был назначен Пол Дрэйн, в феврале уже снявший один ролик для Countdown на песню «It’s a Long Way to the Top (If You Wanna Rock ’n’ Roll)». На оба ролика был выделен бюджет в 5000 долларов.
Съёмки проходили в каменоломне в западном пригороде Мельбурна — Албионе, недалеко от Саншайна. В клипе был показан тогдашний состав группы, играющий эту песню. Ангус Янг был одет в то, что он позже описывал как «маленькая пижама для заключённых», Бон Скотт и Фил Радд одеты в синие джинсы и голубые рубашки, призванные изображать арестантские робы, покрытые британским правительственным клеймом в виде широкой стрелы, а Малькольм Янг и Марк Эванс были наряжены как охранники.
Кроме того, в ролике группа обыгрывает нарратив песни, в которой подробно описывается попытка побега главного героя из тюрьмы «Рок». «Заключённые» Бон Скотт и Ангус Янг, выполняют тяжёлую работу на каменоломне, дробя породу кирками, под наблюдением «тюремных охранников» Малькольма Янга и Марка Эванса. Позже заключённым удаётся взорвать ворота тюрьмы. Фил Радд и Ангус Янг при этом убегают, но Скотт застрелен Малькольмом Янгом и Эвансом, когда он пытается сделать то же самое. Звуковую дорожку клипа составляет студийный трек с альбома Dirty Deeds Done Dirt Cheap.
Британский писатель и музыкальный журналист Мик Уолл в своей книге «AC/DC. В аду мне нравится больше» отзывается о видео к «Jailbreak» как о примитивном ролике, типичном для своего времени. По воспоминаниям режиссёра, отдел комбинированных съёмок тогда переживал начальный период своего становления. Съёмочная команда смогла изготовить тюремные ворота, но бюджетные ограничения позволили раздобыть только около шести зарядов взрывчатки. Пиротехник не знал, сколько взрывчатки понадобится, чтобы заставить ворота распахнуться, а потренироваться было нельзя из-за её дефицита. Поэтому создатели использовали пару парней с палками из отдела реквизита, которые пытались в нужный момент оттолкнуть двери, на которых даже не было петель. Такое положение вещей привело к тому, что сцены со взрывами снимали одним дублем.
Опыта работы со взрывающимися пакетиками с бутафорской кровью у съёмочной группы тоже не было. Крупные планы сцены расстрела персонажа Бона Скотта снимали на следующий день в другой части Мельбурна. В обеденный перерыв в небольшом парке у железнодорожной станции Элстернвик, невдалеке от здания ABC. Сьюзан Масино, автор книги The Story of AC/DC: Let There be Rock, иронизирует над тем, что в лице вокалиста мир потерял большого актёра, имея ввиду его эффектное падение на землю в этом эпизоде.
Чтобы усилить эффект от клипа, менеджер группы Майкл Браунинг организовал фотосессию на территории старой мельбурнской тюрьмы, в том числе в висельной камере, где в 1880 году был казнён знаменитый бушрейнджер Нед Келли. Там музыканты позировали перед объективами фотокамер с петлями на шеях и шутили на тему, что будет, если створка виселицы под их ногами внезапно откроется.
Этот ролик вошёл в состав комплекта DVD-дисков группы, Family Jewels 2005 года. В тот же период времени было снято ещё одно альтернативное видео, в котором группа просто играет на сцене, оно доступно в бокс-сете 2009 года Backtracks.

### История релиза
1 апреля 1976 года состоялся отъезд AC/DC из Австралии в их первый британский тур. Спустя неделю после этого, за несколько месяцев до выхода сингла, прошла премьера видеоклипа на телешоу Countdown. По мнению авторов книги AC/DC: Maximum Rock & Roll Мюррея Энглхарта и Арно Дюрье символизм был налицо: группа вырвалась из своей австралийской тюрьмы на волю.
12 июня Ангус Янг впервые появился на обложке журнала, им стал британский еженедельник Sounds, ещё через четыре дня сингл поступил в продажу в Австралии, а ещё через пару недель — в Великобритании. Издания 1976 года отличались аскетичным оформлением, семидюймовая пластинка упаковывалась в бумажный конверт с принтом выпускающей компании (в Австралии — Albert Productions, в Соединённом Королевстве — Atlantic Records). Цветная картонная обложка с изображением Ангуса во время концертного выступления появилась на переиздании 1980 года.

## Первичные оценки
Один из первых британских синглов AC/DC был замечен местной музыкальной прессой. Правда, преимущественно в негативной коннотации. Дэвид Хэнкок из еженедельника Record Mirror & Disc поместил «Jailbreak» в подраздел «Осечки», назвав её затянутым куском крикливого, наглого, старого доброго рока. Также отмечалось, что песня не имеет ничего общего с вышедшей в то же время одноимённой композицией группы Thin Lizzy, что по мнению Чарльза Шаара Мюррея из NME делало ситуацию для AC/DC только хуже. Хотя Кэролайн Кун увидела в ней «отличный, играющий мускулами заряд рок-н-ролла».

## Релиз альбома
Завершив студийные работы по альбому Dirty Deeds Done Dirt Cheap ещё в Австралии, до своего отъезда, группа смогла полностью сконцентрироваться на концертной деятельности, предоставив менеджменту и звукозаписывающим компаниям заниматься планомерным выпуском её релизов. В течение семи месяцев 1976 года, с апреля по ноябрь, AC/DC открывали для себя новые рынки, дав более восьмидесяти концертов только на Британских островах, побывав ещё в ФРГ, Нидерландах, Швеции, Дании, Бельгии, Франции и Швейцарии. 20 сентября новый лонгплей, где «Jailbreak» замыкал треклист, поступил в продажу в Австралии и Новой Зеландии. На ноябрь строились большие планы, в середине месяца группа по дороге домой должна была дебютировать в США, дать как минимум пару шоу в клубе Starwood Лос-Анджелеса.
Тем не менее этого не случилось. Майкл Браунинг не смог получить визы, дающие право на въезд на территорию США. Он, как и Бон Скотт, в прошлом имел проблемы с австралийским законом. Atlantic Records, отвечавший за американский рынок развития, помощи в преодолении препятствий не оказал. Тогда же стало известно о перевёрстке лейблом набора песен в международной версии Dirty Deeds Done Dirt Cheap. По неизвестной причине оттуда были удалены две песни (включая «Jailbreak») и заменены двумя другими. Таким образом хит-сингл остался недоступен для большинства слушателей на несколько лет.

## ’74 Jailbreak
После грандиозного успеха Highway to Hell и Back in Black в США, группа занялась переизданием своего бэк-каталога для извлечения максимальной выгоды. В рамках этой кампании в 1981 году для американского рынка был выпущен Dirty Deeds Done Dirt Cheap. Но переиздание состоялось в международной версии, то есть без «Jailbreak». Это делало его теневым фаворитом для истинных поклонников AC/DC.
Наконец, в октябре 1984 года Atlantic Records выпустил в Соединённых Штатах, Канаде, Аргентине, Бразилии и Японии пятипесенный мини-альбом, включив в него ранее неизвестные американским слушателям композиции из первых альбомов AC/DC, выходивших только на родине ансамбля. При этом миньон был озаглавлен ’74 Jailbreak. Данное издание смогло в конечном счёте привлечь внимание международного сообщества к «Jailbreak». Более того, Atlantic решились даже перевыпустить песню отдельным синглом, добавив одну из песен EP — «Show Business» на сторону «Б».
Эти усилия лейбла вернули заглавную песню в концертную программу группы спустя семь лет, где она продержалась до 1991 года. А слушательский интерес позволил ей подняться в Billboard Rock Albums & Top Tracks на 33-е место, находясь в рейтинге на 10 недель. Сам миньон при этом достиг в хит-параде альбомов Billboard 200 76-й строки, в общей сложности пробыв там три с половиной месяца, а уровень его продаж к 1990 году позволил получить золотую сертификацию, а 22 января 2001 года — платиновую.

## Концертные записи
Вернувшись в сет-листы AC/DC после своего второго рождения, «Jailbreak» в том или ином виде неоднократно попадал на различные концертные релизы австралийского квинтета. Как правило эти версии отличались продолжительными медитативными гитарными соло Ангуса Янга и его различными перформансами. Версия, записанная в Далласе в 1985 году, была включена в 12-дюймовый вариант сингла «Shake Your Foundations». Эта запись позже была включена в сборник Backtracks 2009 года. Запись от 23 апреля 1991 года с выступления в Бирмингеме была включена в 1992 году в двухдисковую версию концертного альбома AC/DC Live: 2 CD Collector’s Edition.
Версия, снятая во время шоу 17 августа 1991 года в Донингтоне, где в тот день AC/DC были хедлайнерами фестиваля Monsters of Rock, была издана в виде видеоальбома Live at Donington.
Также «Jailbreak» можно встретить на многочисленных бутлегах группы, как эры Бона Скотта, так и Брайана Джонсона.

## Современное восприятие
«Но это всё, что есть. Здесь нет ничего больше этого. Ты играешь то, на чём вырос, то во что веришь. Я могу слушать другие группы, которые делают по-настоящему сложную музыку, и я могу оценить это, кое-что мне может даже понравится, но я никогда не буду даже пытаться сыграть это. Как Алекс Харви брал рок-н-ролльную вещь и рассказывал истории, но и это для меня перебор. Я не буду пытаться рассказать что-то более мудрёное, чем «Jailbreak», потому что это всё ещё в своей основе — рок-н-ролл».
В настоящее время многие специалисты относят песню к числу лучших композиций музыкального коллектива. Так, британский журнал Classic Rock в своём исследовании раннего периода творчества AC/DC прямо называет её «настоящей культовой классикой», «ликующим рассказом о грязных делишках и отчаянных мерах». Издание видит в ней прекрасный образчик блюзового повествования, в котором Скотт, вероятно, звучит как никогда более похожим на своего кумира — Алекса Харви. Также отмечается яркая гитарная работа Ангуса Янга, имитирующего на своём Gibson SG вспышки прожекторов, вой сирен и винтовочную стрельбу тюремщиков. В своём рейтинге-анализе эры Бона Скотта, состоящем из 57 композиций, записанных группой с его участием, журнал поместил «Jailbreak» на 26-ю позицию. Австралийское издание Rolling Stone отвела песне ещё более значимую роль в истории группы, поместив её среди двадцати пяти важнейших композиций AC/DC за весь период существования музыкального коллектива. Ричард Бинсток, один из авторов данного рейтинга, так описывает своё восприятие «Jailbreak»: «Начиная с лязгающего, бесконечно повторяющегося риффа и подчёркнуто медленно произнесённой фразы: „Мой друг попался за убийство“ Бон Скотт начинает грузить потихоньку, пока не достигнет припева, где „Jailbreak“ превращается в полноценный гимн преступника, правда, такой, в котором преступник оказывается с пулей в спине». Американский публицист бразильского происхождения Эдуардо Ривадавия указал её среди 50 лучших треков австралийского квинтета, отведя ей в своём списке 19-ю строчку, и посетовал на то обстоятельство, что этот популярный сингл оставался практически неизвестен широкой публике на протяжении восьми лет со дня своего выпуска до релиза ’74 Jailbreak в 1984 году.
Билл Яновиц, обозреватель американского ресурса AllMusic, хотя и отметил в песне долю юмора, присущего всему творчеству группы, заключил, что она сделана так же мрачно, отрезвляюще сухо и сурово, как фильмы Сэма Пекинпа, такие как «Соломенные псы» и «Дикая банда», где насилие представлено в простой и неприкрытой манере.
Би-сайд оригинального сингла, «Fling Thing», также был оценён в вышеуказанном рейтинге Classic Rock. Поскольку это была редкая в репертуаре AC/DC инструментальная композиция, без вокального вклада Бона Скотта, её разместили на последнее, 57-е место. Её можно найти на сборнике редкостей Volts из бокс-сета Bonfire.

## Список композиций
| №  | Название    | Автор(ы)                             | Длительность |
| -- | ----------- | ------------------------------------ | ------------ |
| 1. | «Jailbreak» | Ангус Янг, Малькольм Янг и Бон Скотт | 4:12         |

| №  | Название      | Автор(ы)                    | Длительность |
| -- | ------------- | --------------------------- | ------------ |
| 1. | «Fling Thing» | народная, аранжировка AC/DC | 1:58         |

| №  | Название    | Автор(ы)                             | Длительность |
| -- | ----------- | ------------------------------------ | ------------ |
| 1. | «Jailbreak» | Ангус Янг, Малькольм Янг и Бон Скотт | 4:40         |

| №  | Название        | Автор(ы)                 | Длительность |
| -- | --------------- | ------------------------ | ------------ |
| 1. | «Show Business» | А. Янг, М. Янг, Б. Скотт | 4:43         |

## Участники записи
:
- Бон Скотт — вокал
- Ангус Янг — соло-гитара
- Малькольм Янг — ритм-гитара, бэк-вокал
- Марк Эванс — бас-гитара, бэк-вокал[49]
- Фил Радд — ударные

## Позиции в хит-парадах
| Год  | Хит-парад                                | Высшая позиция | Пребывание в чарте |
| ---- | ---------------------------------------- | -------------- | ------------------ |
| 1976 | Австралия (Kent Music Report)            | 10             | нет данных         |
|      |                                          |                |                    |
| 1984 | США (Billboard Rock Albums & Top Tracks) | 33             | 10 недель          |

## Комментарии
1. ↑  Эта демозапись была опубликована только в 1997 году в составе бокс-сета Bonfire и его составной части Volts.
2. ↑  Или рок-тюрьмы.
3. ↑  В своей книге «Highway to Hell: The Life & Times of AC/DC Legend Bon Scott» Клинтон Уокер пишет, что продажи «Jailbreak» в Британии начались 26 июля 1976 года[26]
4. ↑  «Jailbreak» стал вторым по счёту. Первым синглом выпущенным в Британии был «It’s a Long Way to the Top (If You Wanna Rock ’n’ Roll)», появившийся в продаже в апреле 1976 года, синхронно с появлением группы на Британских островах[28].
5. ↑  Изначально входившей в состав австралийского издания дебютного альбома группы 1975 года.